# St. Peter in der Au
St. Peter in der Au, Sankt Peter in der Au – gmina targowa w Austrii, w lraju związkowym Dolna Austria, w powiecie Amstetten. Liczy 5 tys. mieszkańców (1 stycznia 2014).

## Osoby urodzone w St. Peter in der Au
- Karl Zeller - kompozytor, autor Ptasznika z Tyrolu